# Arpheuilles (Indre)
Arpheuilles – miejscowość i gmina we Francji, w Regionie Centralnym, w departamencie Indre.
Według danych na rok 1990 gminę zamieszkiwały 273 osoby, a gęstość zaludnienia wynosiła 12 osób/km² (wśród 1842 gmin Regionu Centralnego Arpheuilles plasuje się na 868. miejscu pod względem liczby ludności, natomiast pod względem powierzchni na miejscu 567.).